# سوویک
سوویک (به چکی: Svojek) یک منطقهٔ مسکونی در جمهوری چک است که در ناحیه سمیلی واقع شده‌است. سوویک ۱۷۱ نفر جمعیت دارد و ۴۲۷ متر بالاتر از سطح دریا واقع شده‌است.